# Esa Holopainen
Esa Holopainen (1º ottobre 1972) è un chitarrista finlandese.
È un membro del gruppo folk/death metal Amorphis. È uno dei co-fondatori del gruppo ed è apparso in tutti gli album della band, è anche il chitarrista del "supergruppo" death metal Chaosbreed.

## Discografia

### Chaosbreed
- 2004 - Brutal